# Dia-Compe
K.K. Yoshigai (jap. 株式会社ヨシガイ, Kabushiki kaisha Yoshigai), bekannt für den Markennamen Dia-Compe, ist ein japanischer Hersteller von Fahrradkomponenten aus Kadoma in der Präfektur Osaka. Fahrrad-Bremskomponenten bildeten traditionell einen Schwerpunkt des Angebotes.

## Firmengeschichte
Der Firmengründer baute 1930 die erste Fahrradbremse. 1949 wurde die Firma in eine Aktiengesellschaft umgewandelt. Später übernahmen Kiyokazu und Toshiharu Yoshigai, die Söhne des Firmengründers, die Leitung. Kiyokazu Yoshigais Sohn Kozo Yoshigai ist heute Präsident des Unternehmens. In den 1960er Jahren belieferte der Schweizer Hersteller Weinmann Dia-Compe mit Bremsteilen. Tochterunternehmen zur Marke Dia-Compe wurden 1975 in den Vereinigten Staaten, 1987 in der Republik China (Taiwan), 1996 in Japan und 2001 in der Volksrepublik China gegründet. Durch die Bekanntheit der Marke werden inzwischen auch eine Reihe weiterer Radteile von Dia-Compe vertrieben. Weitere Markennamen von K.K. Yoshigai für Radteile sind  Diatech und Gran Compe. Ein Tochterunternehmen zur Marke Diatech wurde 1996 in den Vereinigten Staaten gegründet. Daneben produziert das Unternehmen auch komplette Fahrräder. 2005 zog der Hauptsitz des Unternehmens nach Kadoma.